# NHKに言いたい
『NHKに言いたい（エヌエイチケイに いいたい）』は、2004年12月19日の21:00 - 23:15（JST）にNHK総合テレビで放送された特別番組。

## 概要
本番組では、2004年7月に発覚した元チーフプロデューサーによる番組制作費詐取事件等の一連の不正行為について、NHKの内部調査をまとめたものを報告し、当時NHK会長の海老沢勝二が「これまでの不正行為で信頼を失墜したことを深くお詫びしたい。今後は一から出直すつもりでこの問題に積極的に取り組むとともに、視聴者の意見を番組作りや業務改善に反映させていきたい」と謝罪のコメントを行った。
当日は、コーディネイターとして田中直毅（評論家）を、ゲストとして北城恪太郎（経済同友会代表幹事）、今野勉（テレビマンユニオン副会長）、笹森清（連合会長）、鳥越俊太郎（ジャーナリスト）、日和佐信子（雪印乳業社外取締役）、堀部政男（中央大学教授でNHK経営委員。彼の子息の1人はNHK記者）らを迎え、視聴者から寄せられた意見を絡ませながら、NHKに対する意見や建設的な提言を行う討論を行った。
しかしNHKの信頼回復の道筋をつくるまでには至らず、番組終了間際に鳥越が「このままでは益々NHKに対する不信感は高まるだろうね」と指摘した通り、NHK受信料支払い拒否の激増を招くこととなり、海老沢は辞任に追い込まれた。